# Lokalradio
Ein Lokalradio ist ein Hörfunksender, der eine Sendelizenz für einen Ort regional begrenzt erhalten hat. Die Sendeleistung ist dementsprechend relativ niedrig.
In Deutschland werden die Lizenzen von den jeweiligen Landesmedienanstalten der Bundesländer erteilt. Die Regelungen zur Lizenzerteilung sind dabei von Bundesland zu Bundesland verschieden. So sehen die Landesmediengesetze in Hessen, Niedersachsen, Schleswig-Holstein, Sachsen-Anhalt und Thüringen einen kommerziellen Betrieb nur für landesweit ausgestrahlte Wellen vor.
Im Unterschied zu den Offenen Kanälen sind die Lokalradios meist kommerziell und professionell produzierte Radiostationen. In seltenen Fällen werden Lokalradios auch als nichtkommerzieller Lokalfunk betrieben (z. B. Radio Z, Freies Sender Kombinat).

## Lokalradios in Deutschland

### Baden-Württemberg
Das erste Lokalradio in Baden-Württemberg war 1979 das Kurpfalz-Radio vom SDR aus Heidelberg (91,5 MHz – 50 W; später Fensterprogramm in S4 Baden-Württemberg). Die ersten Lokalradios mit Beteiligung privater Zeitungsverlage waren 1984 das Stadtradio Freiburg (102,0 MHz, in Kooperation mit dem SWF; Vorgänger von Radio Breisgau in SWF1) und 1985 das Stadtradio Ulm (101,9 MHz, in Kooperation mit dem SDR); diese beiden ÖPP-Projekte endeten 1986 mit dem Landesmediengesetz. Das erste rein private Lokalradio war Hochrhein Radio Antenne 3, gestartet am 1. April 1987. Ende der 1980er-Jahre gab es 37 kleine private Lokalradios, deren Verbreitungsgebiete jedoch zu klein waren, um wirtschaftlich überleben zu können. Deshalb wurde 1992 die Lokalradiostruktur grundlegend reformiert. Nach der Formel 15 plus 3 bleiben 15 Lokalsender und drei sogenannte Bereichssender (Radio Regenbogen, Antenne 1 und Radio 7). Im Zuge der Neulizenzierung 2003 wurden daraus 13 Lokalsender, durch Fusionen existieren mittlerweile faktisch nur noch 10 eigenständige Lokalprogramme.

### Bayern
Die ersten Lokalradios in Bayern gingen 1984 im Rahmen des Kabelpilotprojekts München an den Start. Am 29. Mai 1985 erhielten die privaten unter ihnen (also nicht die City-Welle München vom BR) terrestrische UKW-Frequenzen in München. Das Ziel der bayerischen Regierung war eine möglichst flächendeckende Versorgung des Landes mit Lokalstationen, die selbstständig und ohne zentrale Führung arbeiten. 1998 konnten drei Viertel der damals 56 Stationen mit eigener Frequenz schwarze Zahlen schreiben.
Die Bayerische Landesmedienzentrale legt fest, wie viel Sendezeit einzelne Lokalsender für regionale Themen reservieren müssen. Diese schwankt zwischen zwei und vierzehn Stunden. Um die Kosten für den Betrieb von Lokalradios zu reduzieren, liefert die Dienstleistungsgesellschaft für Bayerische Lokal-Radioprogramme seit 1991 Nachrichten und seit 1992 ein Mantelprogramm bestehend aus Nachrichten, überregionaler Werbung und Musik, welches einige Lokalradios insbesondere nachts und am Wochenende übernehmen.
→ siehe auch: Liste lokaler Rundfunkanbieter in Bayern

### Brandenburg
Am 1. August 2002 ging mit Radio Cottbus (The Radio Group) das erste eigenständige Brandenburger Lokalradio für die Lausitz auf Sendung.

### Nordrhein-Westfalen
Das erste Lokalradio in Nordrhein-Westfalen war Radio Dortmund, das vom öffentlich-rechtlichen WDR 1985 im Rahmen des Kabelpilotprojekts Dortmund gestartet wurde. Radio Dortmund lief neun Jahre lang, bis der WDR die Frequenz (Schwerte 87,8 MHz – 200 W) für ein neues Regionalfenster von WDR 2 benötigte. Das erste private Lokalradio in NRW war Radio Duisburg, das am 1. April 1990 auf Sendung ging.
Die sozialdemokratische Landesregierung von NRW wählte einen Ansatz, der sich vom bayerischen grundlegend unterscheidet. Das Zwei-Säulen-Modell sieht eine Veranstaltergemeinschaft und eine Betriebsgesellschaft vor. Die inhaltlich verantwortliche Veranstaltergemeinschaft ist als Verein organisiert, in dem die örtlichen gesellschaftlichen Gruppen zusammenkommen. Diese steht in einer engen vertraglichen Bindung mit der Betriebsgesellschaft, die zu 75 % von den lokalen Zeitungsverlegern und zu 25 % von den Kommunen getragen wird. Diese Gesellschaft akquiriert Werbung und finanziert den Sender. Damit sichert die Betriebsgesellschaft den wirtschaftlichen Betrieb eines Senders ab, auf dessen Inhalt sie keinen Einfluss hat. Mit diesem Modell sollten lokale Zeitungsverlage ihre Verluste aus dem Anzeigengeschäft, die durch Lokalradios zu befürchten waren, ausgleichen.
Das Zwei-Säulen-Modell führte jedoch nicht zum Erfolg, und 1998 erwirtschafteten etliche Stationen Verluste. Schon bei Einführung des lokalen Rundfunks 1990 ging mit dem Start des Lokalradios auch Radio NRW aus Oberhausen auf Sendung, um eine wirtschaftliche Grundlage durch Werbung und damit Einnahmen für alle Lokalsender zu ermöglichen. Beim Start des Lokalradios in NRW gab es zunächst mehrere Anbieter für das Rahmenprogramm. Kanal 4 aus Köln nahm den Sendebetrieb allerdings nicht auf. RTL Baden-Württemberg stellte bis 1993 das Rahmenprogramm für 107.8 Antenne AC, Radio Rur und Welle West.
Seit dem 11. Januar 2010 übernehmen (wieder) alle Lokalradios das Mantelprogramm von Radio NRW. Radio NRW versorgt diese mit Weltnachrichten zur vollen Stunde und Beiträgen von Korrespondenten aus aller Welt. Radio NRW liefert den Sendern außerdem Programm außerhalb der lokalen Sendezeiten, die im Mittel etwa sechs bis acht Stunden betragen. Aus wirtschaftlichen Gründen ist es oft schwierig ein privates Lokalradio zu betreiben, da auch der öffentlich-rechtliche Westdeutsche Rundfunk Radiowerbung ausstrahlt und zudem bis 2018 an Radio NRW mit bis zu 30 % beteiligt war.
→ siehe auch: Liste privater Lokalradios in Nordrhein-Westfalen

### Rheinland-Pfalz
Das erste Lokalradio in Rheinland-Pfalz war 1984 Radio Weinstraße im Rahmen des Kabelpilotprojekts Ludwigshafen. Am 31. Mai 2008 sind sechs Lokalradiosender auf den alten Frequenzen von Rockland Radio auf Sendung gegangen, darunter die Sender Antenne Bad Kreuznach, Antenne Pfalz, Antenne Kaiserslautern, Antenne Landau, Radio Pirmasens, Radio Idar-Oberstein. Die neuen Lokalsender arbeiten bei der Produktion und Vermarktung unter dem Dach von The Radio Group zusammen. Neben diesen Sendern existieren mit Antenne Koblenz 98.0, Antenne Mainz (mit Radio 97eins) sowie domradio Studio Nahe, weitere Sender mit lokalen Inhalten. Antenne West musste im Jahr 2009 den Sendetrieb wegen Insolvenz einstellen.

### Sachsen
Am 9. Mai 1993 begann in Dresden die Sächsische Lokalrundfunk Dienstleistungs-Programm GmbH & Co. Studiobetriebs KG (SLP) mit Radio Dresden das erste 24-Stunden-Lokalradioprogramm in Sachsen zu starten. Ihm folgten am 16. Mai 1993 dann Radio Leipzig, Radio Chemnitz am 23. Mai 1993 und Radio Lausitz am 30. Mai 1993. Die heute zur BCS Broadcast Sachsen GmbH & Co. KG gehörende SLP-Gruppe startete im Jahr 1994 Radio Zwickau und im Jahr 2005 Radio Erzgebirge.
Das Mantelprogramm für die Sächsischen Stadtsender wird in Dresden zusammengestellt. Auseinander geschaltet werden die Programme lediglich zu den Lokalnachrichten, immer 10 Minuten vor der vollen Stunde bzw. zur halben Stunde. Außerdem Werktags von 12.50 bis 17.50 Uhr zur Hit-Box. Denn die Hit-Box gestaltet jede der Lokalstationen selbst, dazu kommt am Freitag die Chartssendung der jeweiligen Region. Zwischenzeitlich nannten die einzelnen Sender ihre Frequenz im Sendernamen, zum Beispiel „Radio Dresden 103 Punkt 5“.
Unabhängig von der Lokalradiokette der SLP existieren in den Städten Weißwasser/Oberlausitz (Radio WSW, Lizenz seit 15. September 1992), Plauen (Vogtlandradio, Lizenz seit 28. September 1998) und Hoyerswerda (Elsterwelle, Lizenz seit 20. Januar 2000) weitere Lokalradios, die jeweils über eigene UKW-Frequenzen verfügen und ein selbständiges 24-Stunden-Programm betreiben. Das Oberwiesenthaler Radio Erzgebirge 107,7 (nicht mit dem Radio Erzgebirge der SLP zu verwechseln) sendet ein Lokalprogramm. Jedoch sendet Radio Erzgebirge nicht ganztägig, sondern übernimmt als Mantelprogramm R.SA.

## Lokalradios in Italien
In Italien werden Frequenzen für private Sender vom Postministerium vergeben. Diese Frequenzen gelten nur für den Sendebereich einer Antenne. Daher gibt es in Italien eine Vielzahl von Lokalradios, die sich den Markt teilen und manchmal auch zusammenarbeiten. So gibt es in Südtirol neun Lokalradios, die sich der Nachrichtenstation RMI angeschlossen haben.